# Piesma proteum
Piesma proteum är en insektsart som beskrevs av Mcatee 1919. Piesma proteum ingår i släktet Piesma och familjen mållskinnbaggar. Inga underarter finns listade i Catalogue of Life.